# Джорджевич, Любиша
Любиша Джорджевич (серб. Љубиша Ђорђевић; 19 июня 1906, Белград — 2 ноября 1944, Белград) — югославский футболист, игравший на позиции полузащитника. Известен выступлениями за клуб БСК, а также национальную сборную Югославии. Трёхкратный чемпион Югославии.

## Клубная карьера
С 1925 года выступал в команде БСК (Белград). Входил в ведущее трио полузащитников клуба Милорад Арсениевич — Савва Маринкович — Любиша Джорджевич, это тройка играла в клубе на протяжении многих сезонов, иногда в этом же сочетание приглашалась в национальную сборную. В 1927, 1929 и 1930 годах становился с командой победителем чемпионом Белграда. Согласно регламенту чемпионата Югославии, сильнейшие команды региональных лиг получали возможность побороться за звание чемпиона Югославии. В конце 1920-х годов БСК стабильно боролся за награды чемпионата, благодаря чему Джорджевич дважды завоевывал серебро чемпионата в 1927 и 1929 годах, а также бронзу в 1928 году.
В 1927 и 1928 годах принимал участие в матчах Кубка Митропы. Оба раза белградский клуб выбывал на первой стадии соревнований, уступая венгерским командам «Хунгария» (2:4, 0:4) и «Ференцварош» (0:7, 1:6) соответственно. Любиша принимал участие во всех четырёх матчах своей команды.
Свою первую победу в национальном чемпионате Югославии Джорджевич в составе БСК завоевал в 1931 году. Победа получилась очень уверенной, столичный клуб выиграл все 10 матчей турнира, опередив ближайшего преследователя загребскую «Конкордию» на 9 очков. Лидерами атаки той команды были Благое Марьянович, Александар Тирнанич и Джордже Вуядинович, ведущие игроки национальной сборной, а в полузащите на главных ролях оставались Джорджевич и Милорад Арсениевич.
Позже завоевывал титулы чемпиона Югославии в 1933 и 1935 годах.

## Выступления за сборную
В 1928 году дебютировал в официальных матчах в составе национальной сборной Югославии в игре против сборной Румынии (3:1). В общем сыграл за сборную 5 матчей.
Являлся участником футбольного турнира Олимпийских игр 1928 года в Амстердаме, где югославская сборная в первом раунде уступила сборной Португалии (1:2).
Также выступал в составе сборной Белграда, за которую сыграл 22 матча.

## Вне футбола
Работая лесным инженером, он работал в Белграде и участвовал в строительстве приютов для граждан во время Второй мировой войны. Данная работа, по мнению некоторых современников, являлась проявлением «сотрудничества с оккупантами», именно поэтому он был застрелен осенью 1944 года, уже после освобождения Белграда.